# Ice Nine Kills
Gli Ice Nine Kills (a volte abbreviato in lettere maiuscole INK) sono un gruppo musicale statunitense formatosi nel 2002 a Boston, principalmente noto per i suoi testi legati all'horror.
Dopo i primi lavori autoprodotti pubblicati tra il 2002 e il 2009, principalmente affini al post-hardcore e allo ska punk, dal secondo album in studio Safe Is Just a Shadow, pubblicato dalla Red Blue Records nel 2010, il gruppo si è spostato su sonorità più vicine al metalcore, senza però abbandonare la loro vena sperimentale.

## Stile musicale
Il gruppo originariamente seguiva uno stile ska punk influenzato da rock alternativo, ska e pop punk, ma da allora si sono spostati verso uno stile che è stato descritto come metalcore, post-hardcore, heavy metal, melodic hardcore, symphonic metal e horror punk. La critica ha inoltre coniato il termine theatricore al fine di descrivere al meglio lo stile degli Ice Nine Kills.
Le canzoni degli Ice Nine Kills sono state anche classificate in una varietà di generi al di fuori della loro sonorità principale, tra cui hard rock, post-metalcore, emo-pop e deathcore.

## Formazione
Attuale
- Spencer Charnas – voce, tastiera (2002-presente), chitarra ritmica (2002-2009)
- Ricky Armellino – voce secondaria, chitarra ritmica, tastiera (2018-presente)
- Patrick Galante – batteria (2018-presente)
- Joe Occhiuti – voce secondaria, basso, tastiera (2019-presente)
- Dan Sugarman – chitarra solista, cori (2019-presente)

Ex componenti
- Andrew Justin Smith – basso, cori (2002-2007)
- Grant Newsted – batteria (2002-2008)
- Hobie Boeschenstein – basso, cori (2007-2008)
- Jeremy Schwartz – voce, chitarra solista (2002-2009)
- Dave Marvuglio – basso (2008-2009)
- Dave Sieling – voce secondaria (2009)
- Shane Bisnett – basso, voce secondaria (2009-2011)
- Steve Koch – basso, voce secondaria (2011-2013)
- Conor Sullivan – batteria (2009-2018)
- Justin Morrow – chitarra ritmica (2009-2018), cori (2009-2019), basso (2013-2019)
- Justin DeBlieck – voce secondaria, chitarra solista, tastiera (2009-2019)

## Discografia

### Album in studio
- 2006 – Last Chance to Make Amends
- 2010 – Safe Is Just a Shadow
- 2014 – The Predator Becomes the Prey
- 2015 – Every Trick in the Book
- 2018 – The Silver Scream
- 2021 – The Silver Scream 2: Welcome to Horrorwood

### Album dal vivo
- 2020 – I Heard They Kill Live!!

### EP
- 2007 – The Burning
- 2009 – 2 Song Acoustic
- 2013 – The Predator